# Baños de Río Tobía
Baños de Río Tobía település Spanyolországban, La Rioja autonóm közösségben. Baños de Río Tobía Badarán, Cárdenas, Ledesma de la Cogolla és Villaverde de Rioja községekkel határos. Lakosainak száma 1605 fő (2024).

## Népesség
A település népessége az elmúlt években az alábbi módon változott:
| Lakosok száma | 1748 | 1708 | 1740 | 1728 | 1662 | 1642 | 1600 | 1579 | 1589 | 1605 |
|               | 2001 | 2004 | 2007 | 2009 | 2012 | 2014 | 2017 | 2019 | 2022 | 2024 |